# 結城殺人事件
結城殺人事件（ゆうきさつじんじけん）とは、1977年に茨城県結城市でスナック客同士の間でおきた殺人事件である。後に起訴された被告三人のうち二名に無罪判決が出された。

## 概要
1977年6月25日に茨城県警結城警察署に通報があって発覚した。結城市のスナックの手前路上に男性の遺体があった。解剖の結果、頭頂部に強い力が加わり、同日に即死していたと判明した。被害者は遺体前のスナックで飲んでいたことから警察はスナックの客A・B・Cを捜査対象とした。B被告は同日に別件の傷害で逮捕された。その後の取り調べでそのうち、A被告はB・Cと共謀して被害者を路上に連れ出し、暴行を加え傷害を負わせたが、その後は関わっていないと供述。Bの甥は、スナック前での三人の暴行とAがスナックに入った後、B・Cが被害者を引きずって行くのを目撃したと証言した。供述に基づき結城署はA・B・Cの三人の被告を殺人で逮捕した。そして水戸地検下妻支部はAを傷害、B・Cを殺人と傷害で起訴した。

## 裁判経過
裁判では検察は、A・B・Cの三人が被害者がスナック内でからんできたことに憤慨。共謀して暴行を加えて重傷を負わせた。その後、B・Cは被害者を車両に跳ね飛ばされて死亡したように装って殺害したとした。一方、B・Cはそもそもその場にいなかったと主張した。Aは傷害罪についてのみ認め、それ以上のことをやっていないと証言した。裁判でBの甥は事件直後に警察から怒鳴られたためAから聞いた話に想像を加えて見ていたように供述したと証言。B・Cのアリバイを証言する人も出廷。しかし、一審水戸地裁下妻支部は、被告人三名の自白調書の任意性、信用性を認定。アリバイ証言の信用性を否定した。そして、被告人二人が被害者に暴行を加えたのちに死体発見現場まで引きずり、交通事故に見せかけるため、被害者の頭頂部を縁石に激突させて殺害したと認定。1981年11月18日にAに懲役一年六カ月執行猶予三年、Bに懲役十年、Cに懲役五年の有罪判決を下した。Aは判決に服したものの、B・Cは控訴した。
東京高裁第五刑事部は1983年6月22日にB・Cに対して被害者に対する殺人罪、傷害罪について逆転無罪判決とし、Bの別件の傷害罪についてのみ懲役一年二月した。判決で自白は暴力をふるうなどして得られたものだとして任意性を否定、秘密の暴露もなく重要な事実について変異があるとして信用性も否定した。Aの証言についても疑問を投げかけた。両被告のアリバイの成立も認めた。さらに自動車の往来のある道路上に置いて頭頂部を激突させるという殺害方法についても不自然と判断した。この判決に対して検察は上告を断念、無罪判決が確定した。